# Starmýrardalur
Starmýrardalur är en dal i republiken Island.   Den ligger i regionen Austurland, i den östra delen av landet, 300 km öster om huvudstaden Reykjavík.